# Jeppener
Jeppener är en ort i Argentina.   Den ligger i provinsen Buenos Aires, i den centrala delen av landet, 80 km söder om huvudstaden Buenos Aires. Jeppener ligger 18 meter över havet och antalet invånare är 2 496.
Terrängen runt Jeppener är mycket platt. Närmaste större samhälle är Brandsen, 12,6 km norr om Jeppener.
Trakten runt Jeppener består till största delen av jordbruksmark. Runt Jeppener är det ganska glesbefolkat, med 22 invånare per kvadratkilometer.